# Ямана
Ямана  (рос. Ямана) — селище у Камизяцькому районі Астраханської області Російської Федерації.
Населення становить 5  осіб. Входить до складу муніципального утворення Верхньокалиновська сільська рада.

## Історія
Населений пункт розташований на території українського етнічного та культурного краю Жовтий Клин. Від 1925 року належить до Камизяцького району.
Згідно із законом від 6 серпня 2004 року органом місцевого самоврядування є Верхньокалиновська сільська рада.

## Населення
| 2002 | 2010 | 2012 |
| ---- | ---- | ---- |
| 0    | ↗14  | ↘5   |